# Двигатели Формулы-1
С момента возникновения в 1949 году в Формуле-1 применялись различные двигатели.

## История

### 1949—1953
В этот период команды могли использовать атмосферные двигатели объёмом 4,5 л, либо двигатели с нагнетателем объёмом до 1,5 литров. Мощность достигала 425 л.с. (317 кВт).
- Alta Р4 1,5 л (с механическим нагнетателем)
- Alfa-Romeo Р8 1,5 л (с механическим нагнетателем)
- Bristol Р6 2,0 L
- BRM V16 1,5 л (с механическим нагнетателем)
- ERA Р6 1,5 л (с турбонагнетателем)
- Ferrari Р4 2,0 л (F2), V12 1,5 л (с механическим нагнетателем), V12 2,0 л (F2) и V12 4,5 л
- Lea-Francis Р4 2,0 л (F2)
- Maserati Р4 1,5 л (с механическим нагнетателем) and Р6 2,0 л (F2)
- O.S.C.A. V12 4,5 л
- Simca-Gordini Р4 1,5 л (с механическим нагнетателем)
- Talbot-Lago Р6 4,5 л

### 1954—1960
Объём двигателей был понижен до 2,5 л для атмосферных и до 750 см³ для компрессорных. Но ни одна из команд не стала использовать двигатели с нагнетателем. В Формуле-2 тогда использовались 2-литровые двигатели. Это давало возможность не проектировать новые двигатели, а просто увеличить объём старых моторов.
- Alta Р4 2,5 л
- Aston Martin Р6 2,5 л
- BRM Р4 2,5 л
- Coventry Climax Р4 2,0 л и Р4 2,5 л
- Ferrari Р4 2,5 л и V6 2,5 л
- Lancia V8 2,5 л (после ухода Lancia из Формулы-1 эти двигатели использовали в Ferrari)
- Maserati Р4 2,5 л,Р6 2,5 л и V12 2,5 л
- Mercedes Р4 2,5 л
- Offenhauser Р4 1,7 л
- Scarab Р4 2,5 л (разработан Offenhauser)
- Vanwall Р4 2,5 л

### 1961—1965
В 1961 были вновь изменены требования к двигателям. Теперь можно было использовать только атмосферные двигатели объёмом 1,5 литра. Мощность колебалась от 150 до 225 л.с.
- ATS V8 1,5 л
- BRM V8 1,5 л
- Coventry Climax Р4 1,5 л, V8 1,5 л и H16 1,5 л (никогда не участвовал в гонках)
- Ford Р4 1,5 л
- Ferrari V6 1,5 л, V8 1,5 л и H12 1,5 л
- Honda V12 1,5 л
- Porsche H4 1,5 л и H8 1,5 л (оба воздушного охлаждения)
- Maserati Р4 1,5 л и V12 1,5 л (никогда не участвовал в гонках)

### 1966—1986
В 1966 вступили в силу новые правила. Объём двигателей увеличили до 3,0 л для атмосферных и 1,5 л для двигателей с нагнетателем. Это вызвало недовольство многих команд. В 1966 Coventry Climax, чьи 1,5 литровые моторы использовали многие команды была куплена компанией Jaguar. Поставки двигателей для команд Формулы-1 были прекращены. Командам пришлось искать новых поставщиков. Так Cooper перешли на двигатели Maserati, устаревшей конструкции. Brabham обратились к австралийской Repco, а Lotus заключили договор с BRM о поставках двигателя BRM-75. В 1967 появился серийно выпускаемый Cosworth DFV, что позволило принять участие в чемпионате мира небольшим производителям. В 1977 появился турбированный двигатель Renault-Gordini V6 Turbo. Мощность двигателей была от 390 до 500 л.с., а для турбированных от 500 до 900 л.с. в гонке и до 1000 л.с. во время квалификации. Также регламент 1966 года допускал роторно-поршневые и газотурбинные двигатели, с любыми параметрами. Роторно-поршневые так и не появились, а газотурбинный турбовальный двигатель стоял на Lotus 56B, но показал свою несостоятельность из-за высокого расхода топлива и турболага.
- Alfa Romeo V8 1,5 л Turbo, V8 3,0 л, Оппозитный-12 3,0 л и V12 3,0 л
- BMW M12 Р4 1,5 л Turbo
- BRM H16 3,0 л и V12 3,0 л
- Coventry Climax V8 3,0 л
- Ferrari V6 1,5 л Turbo, V12 3,0 л and H12 3,0 л
- Ford V6 1,5 л Turbo и V8 3,0 л
- Ford Cosworth DFV V8 3,0 л и DFY V8 3,0 л
- Hart Р4 1,5 л Turbo
- Honda V12 3,0 л, V8 3,0 л воздушного охлаждения и V6 1,5 л Turbo
- Maserati V12 3,0 л
- Matra V12 3,0 л
- Motori Moderni V6 1,5 л Turbo
- Repco V8 3,0 л
- Renault Gordini V8 (никогда не участвовал в гонках) 3,0 л and Gordini V6 1,5 л Turbo
- Serenissima V8 3,0 л
- TAG-Porsche V6 1,5 л Turbo
- Tecno H12 3,0 л
- Weslake V12 3,0 л
- Zakspeed Р4 1,5 л Turbo

### 1987—1988
Мощности турбомоторов постоянно росли, снижая безопасность гонок. Поэтому FIA приняла решение ограничить давление наддува до 4 атм в квалификации и увеличить максимальный объём атмосферных двигателей до 3,5 литров. Команды March, Lola, Tyrrell, AGF и Coloni использовали атмосферный двигатель Ford Cosworth DFZ 3,5 L V8 мощностью 575 л.с.
В 1988 году давление наддува снизили до 2,5 атм, но доминирование турбомоторов продолжилось.
- Alfa-Romeo 890T V8 1,5 л Turbo 700 л.с., 415/85T V8 1,5 л Turbo
- BMW M12/13 Р4 Turbo 1,5 л 850 л.с.
- Ferrari V12
- FordCosworth TEC-F1 Ford GBA V6 1,5 л Turbo 850—1000 л.с., DFZ V8 3,5 л 575 л.с. (1987) и 858 л.с. (1988), DFR V8 3,5 л 585 л.с.
- Honda RA 167 E V6 1,5 л Turbo 850/1000 л.с., RA 168 E V6 1,5 л Turbo 650 л.с.
- Judd CV V8 3,5 л 600 л.с.
- Megatron M12/13 Р4 Turbo 1,5 л 920 л.с. (1987) и 650 л.с. (1988)
- Motori Moderni V6 1,5 л Turbo 800 л.с.
- TAG-Porsche TTE-P01 V6 1,5 л Turbo 850 л.с.
- Zakspeed Р4 Turbo 1,5 л 800 л.с.

### 1989—1994
В 1989 турбированные двигатели полностью запретили. Конец турбоэры позволил прийти в Формулу-1 новым поставщикам двигателей таким, как Yamaha и Lamborghini. После двухлетнего отсутствия вернулись Renault.
- Ferrari 65° V12 620—715 л.с.
- Ford Cosworth DFR 90° V8 595 (1989) и 620 л.с. (1990), HB V8 615—730 л.с., Zetec-R ECA V8 750 л.с.
- Hart 1035 V10
- Honda RA 675—710 л.с.
- Ilmor 72° V10 680—765 л.с.
- Judd EV 72° V8 640 л.с. при 12500 об/мин и GV 72° V10 750 л.с. при 13500 об/мин
- Lamborghini L3512 80° V12 700 л.с.
- Life F35 60° W12 650 л.с. при 12500 об/мин
- Mugen-Honda MF V10
- Peugeot V10 A4 700 л.с. и A6 760 л.с.
- Porsche V12 3,5 680 л.с. при 13000 об/мин
- Renault RS V10 600—790 л.с.
- Subaru F12 (никогда не участвовал в гонках)
- Yamaha OX V8 (1989), OX 99 72° V10 660 л.с. и OX 10A 72° V10 до 750 л.с.

### 1995—2004
С 1995 по 1997 моторы Renault трижды выиграли кубок конструкторов и чемпионат мира. В 1995-м максимальный объём двигателя сократили с 3,5-х литров до 3-х. В 1998 и 1999 чемпионом мира стал Мика Хаккинен на McLaren с мотором Mercedes. С 1999 по 2004 кубок конструкторов завоёвывали только Ferrari. С 2000 года Williams перешли на двигатели BMW. После 2000 года в регламенте появился пункт, разрешающий использовать только моторы конфигурации V10, из-за чего на год отложился дебют команды Тойота, планировавших дебютировать с двигателем V12.
- Acer 90° V10 800 л.с. при 16200 об/мин
- Arrows C 72° V10 700 л.с. при 15000 об/мин (1998), A20E 72° V10 715 л.с. при 15000 об/мин (1999)
- Asiatech V10 001 (2001) и AT02 (2002) 800 л.с.
- BMW V10 800—900 л.с.
- European 72° V10 790 л.с. при 16200 об/мин
- Ferrari 65°,Tipo V12 750 л.с.
- Ferrari Tipo V10 600—880 л.с.
- Fondmetal RV10 770 л.с. при 15800 об/мин
- Ford Cosworth ED V8 630—705 л.с. (1995—1998), Zetec-R V10 790 л.с. (1996—1999), CR V10 700—840 л.с.
- Hart 830 V8 (1995—1996), 830 AV 7 680 л.с. при 13100 об/мин (1997)
- Honda RA 675—710 л.с.
- Mecachrome GC37-01 (Renault RS9) 71° V10 775 л.с. при 15600 об/мин (1998)
- Mercedes FO 110 690—870 л.с.
- Mugen-Honda MF-301 V10 600—770 л.с.
- Peugeot V10 760—800 л.с.
- Petronas V10 760—870 л.с.
- Playlife V10 750—780 л.с.
- Renault RS V10 750—820 л.с.
- Supertec V10 FB01 (1999) и FB02 (2000) 780 л.с.
- Toyota RVX 90° V10 830—880 л.с.
- Yamaha OX 10C 72° V10 680 л.с. (1995), OX 11A 72° V10 690 и 700 л.с. (1996 и 1997)

### 2005
В 2005 году команды должны были использовать двигатели V10 объёмом 3 литра, имеющие не более 5 клапанов на цилиндр.
- BMW P84/5 935 л.с.
- Cosworth TJ 2005 900 л.с. при 18300 об/мин
- Ferrari Tipo 053 880 л.с. и 055
- Honda RA 005 E 900 л.с. при 18500 об/мин
- Mercedes FO 110R 920 л.с.
- Petronas 05A (Ferrari Tipo 053)
- Renault RS25 950 л.с.
- Toyota RVX-05 90° 900 л.с. при 19000 об/мин

### 2006
В 2006 объём двигателя снизили до 2,4 литра, а количество цилиндров до 8. Диаметр цилиндра должен был быть не более 98 мм, а ход поршня не менее 37 мм. Системы предварительного охлаждения воздуха запрещены. Также запрещено подавать в двигатель что-либо, кроме воздуха и горючего. Впуск и выпуск изменяемой геометрии также запрещены. Каждый цилиндр может иметь только одну форсунку для впрыска топлива и только одну свечу зажигания. Естественно двигатель должен был быть атмосферным и иметь вес не менее 95 кг. Также для команд разрешили на 2006 и 2007 год использовать старые двигатели V10 с ограничением числа оборотов. Блок цилиндров и картер двигателя должны быть выполнены из сплавов алюминия. Коленвал и распредвалы должны быть сделаны из стали или чугуна. Толкатели клапанов должны быть выполнены из сплавов алюминия, а сами клапаны — из сплавов на основе железа, никеля, кобальта или титана. Использование карбона и композитных материалов при производстве блока цилиндров, головки блока и клапанов запрещено. Это привело к снижению мощности по сравнению с 3-литровыми двигателями на 20%.
- BMW P86 760 л.с.
- Cosworth TJ 2006 V10 ограничение 16700 об/мин и CA 2006 V8
- Ferrari Tipo 056 735 л.с.
- Honda RA 806 E 760 л.с. при 19000 об/мин
- Mercedes FO 128S 760 л.с.
- Renault RS26 735 л.с. (750 л.с. в версии B)
- Toyota RVX-06 760 л.с. при 19000 об/мин

### 2007—2008
Чтобы снизить затраты команд в 2007 и 2008 году регламент не стали менять. Было только введено ограничение числа оборотов до 19000.

### 2009
В 2009 разрешено использовать такие же двигатели 2008 с ограничением по числу оборотов 18000. Также командам разрешено использовать систему KERS.

### 2010
В 2010 в формулу-1 вернулась компания Cosworth.
- Cosworth CA2010 V8 (AT&T WilliamsF1, Lotus Racing, HRT F1 Team, Virgin Racing)
- Ferrari Tipo 056 (Scuderia Ferrari Marlboro, Scuderia Toro Rosso)
- Mercedes FO 108X (Vodafone McLaren Mercedes, Mercedes GP Petronas, Force India F1 Team)
- Renault RS27-2010 (Renault F1 Team, Red Bull Racing)

### 2011
В 2011 произошли небольшие изменения в поставщиках моторов для команд. От услуг Cosworth отказалась Team Lotus. Также со следующего сезона моторы Renault RS27 будет использовать и AT&T WilliamsF1.
- Cosworth CA2011 V8 (AT&T WilliamsF1, HRT F1 Team, Virgin Racing)
- Ferrari Tipo 056 (Scuderia Ferrari Marlboro, Scuderia Toro Rosso, Sauber F1 Team)
- Mercedes FO 108Y (Vodafone McLaren Mercedes, Mercedes GP Petronas, Force India F1 Team)
- Renault RS27-2011 (Lotus Renault GP, Red Bull Racing, Team Lotus)

### 2012
- Cosworth CA2012 V8 (HRT F1 Team, Marussia F1 Team)
- Ferrari Tipo 056 (Scuderia Ferrari Marlboro, Scuderia Toro Rosso, Sauber F1 Team)
- Mercedes FO 108Y (Vodafone McLaren Mercedes, Mercedes GP Petronas, Force India F1 Team)
- Renault RS27-2012 (Lotus F1 Team, Red Bull Racing, Caterham F1 Team, AT&T WilliamsF1)

### 2013
- Cosworth CA2013 2,4 V8 (Marussia F1 Team)
- Ferrari 056 2,4 V8 (Scuderia Ferrari, Scuderia Toro Rosso, Sauber F1 Team)
- Mercedes FO 108F 2,4 V8 (Vodafone McLaren Mercedes, Mercedes AMG Petronas, Force India F1 Team)
- Renault RS27 V8 (Lotus F1 Team, Red Bull Racing, Caterham F1 Team, AT&T WilliamsF1)

### 2014
2014 год стал первым сезоном, в котором используются 1,6-литровые турбированные двигатели V6 с максимумом 15000 оборотов в минуту. Мощность снижена до 600 л.с.
- Ferrari 059/3 1,6 V6T (Scuderia Ferrari, Sauber F1 Team, Marussia F1 Team)
- Mercedes Hybrid PU106A 1,6 V6T (McLaren Mercedes, Mercedes AMG Petronas, Sahara Force India F1 Team, Williams Martini Racing)
- Renault Energy F1 1,6 V6T (Lotus F1 Team, Infiniti Red Bull Racing, Caterham F1 Team, Scuderia Toro Rosso)